# Thalerommata
Thalerommata es un género de arañas migalomorfas de la familia Barychelidae. Se encuentra en Colombia y México.

## Lista de especies
Según The World Spider Catalog 11.5:
- Thalerommata gracilis Ausserer, 1875
- Thalerommata macella (Simon, 1903)
- Thalerommata meridana (Chamberlin & Ivie, 1938)